# ASC Linguère
Der Association Sportive et Culturelle La Linguère de Saint-Louis, kurz ASC Linguère, ist ein senegalesischer Fußballverein mit Sitz in Saint-Louis. Der Verein spielt aktuell in der ersten Liga des Landes.

## Geschichte
Der ASC Linguère wurde am 14. September 1969 nach der Fusion der beiden Vereine Espoir de Saint-Louis und AS Saint-Louisienne gegründet.

## Erfolge
ASC Linguère
- Senegalesischer Meister: 2009
- Senegalesischer Pokalsieger: 1971, 1988, 1990, 2007

Espoir de Saint-Louis
- Senegalesischer Pokalsieger: 1961

AS Saint-Louisienne
- Senegalesischer Pokalsieger: 1966

## Stadion

Stade Léopold Sédar Senghor

Der Verein trägt seine Heimspiele im Stade de Linguère in Saint-Louis aus. Das Stadion hat ein Fassungsvermögen von 8000 Personen.

## Trainerchronik
Stand: Oktober 2024
| Trainer             | Nation              | von              | bis                |
| ------------------- | ------------------- | ---------------- | ------------------ |
| Abdoul Magib Diagne | Senegal             |                  |                    |
| Djilali Bahloul     | Frankreich Algerien | 28. Februar 2016 | 27. September 2016 |
| Vítor Salvado       | Portugal            | 1. Juli 2016     | 30. Juni 2017      |